# 馬庫斯·佩德森
馬庫斯·佩德森（挪威語：Marcus Pedersen；1988年6月8日—）是一位挪威足球運動員。在場上的位置是前鋒。他現在效力於挪威足球超級聯賽球隊咸卡足球會。他也代表挪威國家足球隊參賽。